# الفردان الجديدة
الفردان الجديدة إحدى قرى مركز الإسماعيلية التابع لمحافظة الإسماعيلية بجمهورية مصر العربية.